# NGC 320
NGC 320 es una galaxia espiral barrada de la constelación de Cetus. 
Fue descubierta el 1886 por el astrónomo Frank Leavenworth.